# Gewässerschein

Fischerei-Erlaubnisscheine aus Thüringen

Der Gewässerschein wird in den deutschen Bundesländern offiziell unterschiedlich bezeichnet, z. B. als Fischereierlaubnisschein oder schlicht als Erlaubnisschein.  Umgangssprachlich ist meist die Bezeichnung Angelkarte üblich. Im Unterschied zum Fischereischein geht es hier nicht um einen allgemeinen Befähigungsnachweis, sondern um die privatrechtliche, üblicherweise vertragliche Erlaubnis einer damit bestimmten Einzelperson, ein bestimmtes Gewässer befischen, das heißt meistens beangeln zu dürfen. Diese Erlaubnis wird gegen Entgelt vom Inhaber, also meistens vom Pächter des (subjektiven) Fischereirechts erteilt, der darüber, also über das damit erlangte Fischereiausübungsrecht diese Bescheinigung ausstellt. Oft geschieht das befristet als Tages-, Monats- oder Jahreskarte oder beschränkt auf bestimmte Fangmethoden. Ohne gültigen Gewässerschein ist das Angeln in den meisten Gewässern in Deutschland strafbar (Fischwilderei). 
In vielen Bundesländern wird die Anzahl der Gewässerscheine, die der Fischereiberechtigte ausgeben darf, begrenzt, um eine Überfischung zu verhindern. Zum Beispiel werden in Bayern zur Kontrolle der Anzahl die genehmigten Gewässerscheine von der Unteren Fischereibehörde beim Landratsamt abgestempelt. Die Ausgabe nicht abgestempelter Erlaubnisscheine ist eine Ordnungswidrigkeit.